# 나나이역
나나이역(일본어: 七井駅)은 일본 도치기현 하가군 마시코정에 위치한 모카 철도 모카 선의 철도역이다. 상대식 승강장 2면 2선의 구조를 갖춘 지상역이다.

## 이용 현황
| 승차별 인원 추이 | 승차별 인원 추이   |
| 연도             | 1일 평균 승차 인원 |
| ---------------- | ------------------ |
| 2007             | 172                |
| 2008             | 211                |
| 2009             | 179                |
| 2010             | 163                |
| 2011             | 164                |
| 2012             | 188                |
| 2013             | 163                |
| 2014             | 162                |
| 2015             | 143                |

## 역 주변
- 국도 제123호선

## 역사
- 1913년 7월 11일 : 관설 철도의 역으로서 개업. 개업 당시는 종착역이었다.
- 1920년 12월 15일 : 나나이 - 모테기 구간 (13.5km) 연장 개업에 의해, 중간역으로 전환.
- 1970년 3월 10일 : 업무 위탁화.
- 1987년 4월 1일 : 일본국유철도 분할 민영화에 의해, 동일본 여객철도가 승계.
- 1988년
  - 3월 31일 : 위탁 해제, 무인화.
  - 4월 11일 : 모카 철도로 이관.
- 2000년 3월 : 구 역사가 방화로 소실되었기 때문에 현 역사를 개축.

## 인접 역
| 모카 철도 ■ 모카 선  | 모카 철도 ■ 모카 선 | 모카 철도 ■ 모카 선 |
| -------------------- | ------------------- | ------------------- |
| 마시코 시모다테 방면 | 모카 선             | 다타라 모테기 방면  |